# Chartoloma
Chartoloma é um género botânico pertencente à família Brassicaceae.